# Neurigona mongolensis
Neurigona mongolensis är en tvåvingeart som beskrevs av Negrobov och Fursov 1985. Neurigona mongolensis ingår i släktet Neurigona och familjen styltflugor.
Artens utbredningsområde är Mongoliet. Inga underarter finns listade i Catalogue of Life.